# سندور (العراق)
سندور، وتُكتب أيضًا سندۆر (سندۆرێ, Sindorê, סונדור)، كانت قرية في كردستان العراق، تقع على بُعد حوالي 70 ميلًا شمال الموصل، بالقرب من دهوك، على الطريق المؤدي إلى العمادية. كانت في الأصل قرية مسيحية تاريخيًا، لكنها أصبحت لاحقًا مستوطنة زراعية يسكنها يهود أكراد.

## تاريخ
في العصور القديمة، كان يسكن القرية المسيحيون، ثم سكنها الأكراد واليهود بعد أن هجرها المسيحيون.

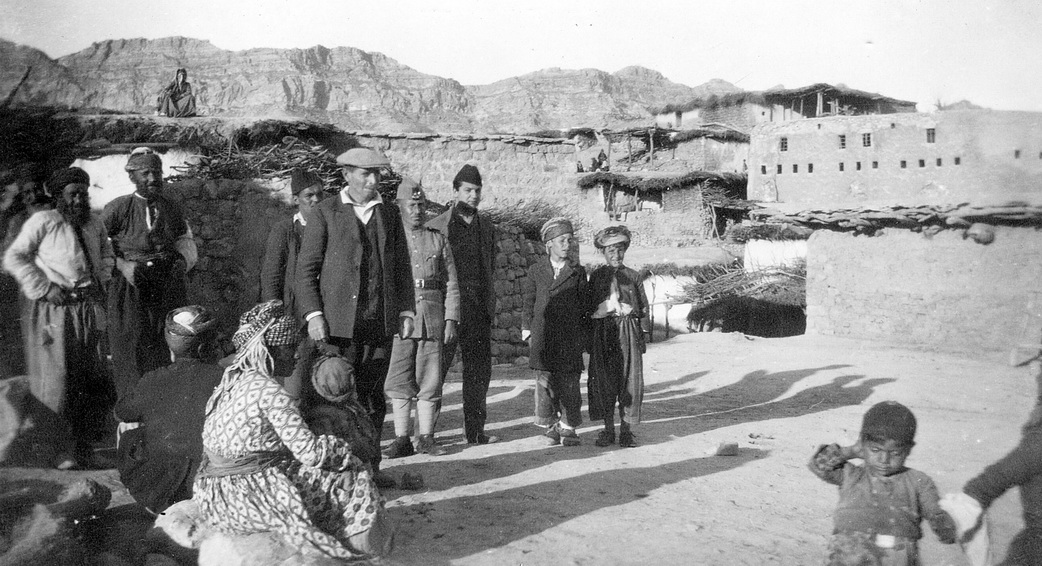
زيارة إلى سندور، 1934 – لقاء مع يهود من كردستان

في عام 1849، وُصِفت سندور بأنها قرية واسعة تحتوي على أكثر من 100 أسرة يهودية، مع وجود بعض الأسر الكردية.  بحلول النصف الأول من القرن العشرين، أصبحت القرية بالكامل يهودية. كانت جميع أراضي القرية مملوكة لليهود الذين عملوا في مزارع الكروم والبساتين التي تزرع الإجاص والخوخ والرمان والتفاح.

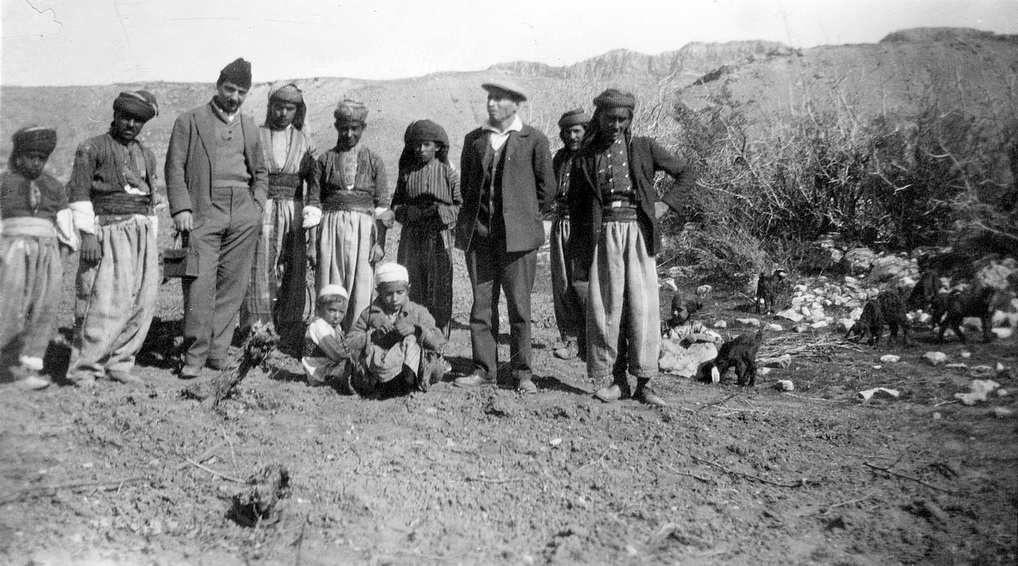
بنزيون إسرائيلي يزور سندور، 1934

في عام 1933، كان هناك حوالي 60 أسرة يهودية. في عام 1934، وجد بن صهيون إسرائيلي أن عدد السكان بلغ 800 نسمة وكتب أن “سندور دولة خاصة بها… هذه قرية يهودية، جمهورية يهودية ذات استقلال ذاتي.” في عام 1935، زار والتر شوارتز القرية وقدم تقريرًا مفصلًا. وأشار إلى أنها كانت مأهولة فقط باليهود، وأن الأراضي والكروم كانت في حالة جيدة وكانت تعطي محاصيل جيدة.

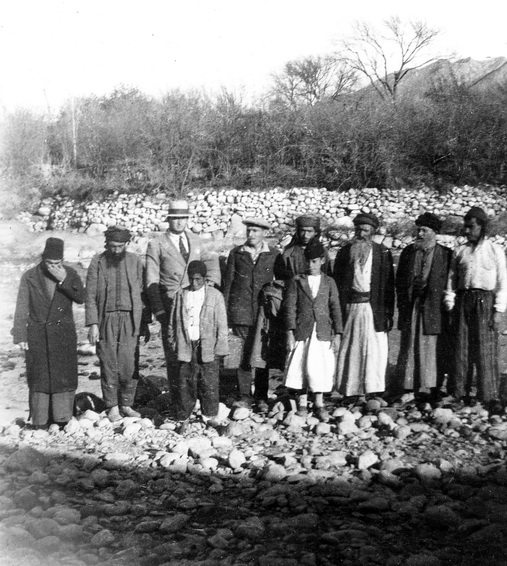
السكان اليهود في سندور، 1934

مردخاي زاكن، الذي بحث في تاريخ اليهود الكرد في القرون السابقة، شرح سبب تباين التقارير حول قرية سندور، حيث وصفت بعض التقارير القرية بأنها يهودية بالكامل، بينما ذكرت تقارير أخرى وجود أكراد مسلمين يعيشون على الأطراف. يبدو أن الأكراد الذين كانوا يعملون في يوم السبت أزعجوا اليهود، لذا طلب المقيمون اليهود من قاضٍ من الموصل أن يأمر الأكراد بالانتقال خارج القرية. وافق الأكراد على ذلك، لكن اليهود كان عليهم شراء منازلهم، وهو ما فعلوه. 
بعد أن نالت العراق استقلالها في عام 1932، بدأ وضع اليهود في التدهور.

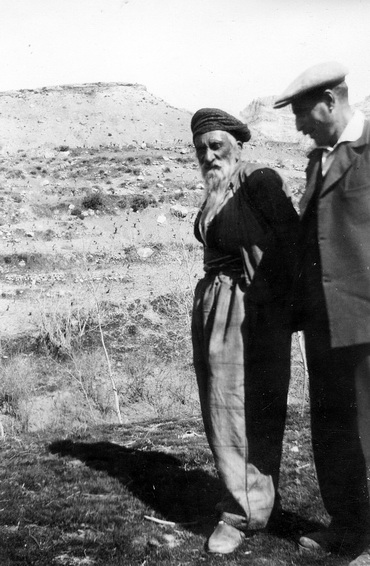
بنزيون إسرائيلي مع رجل يهودي يبلغ من العمر 102 عامًا في سندور، 1934

في يوليو 1941، أفاد “اليهودي ديجست” بأن قائد القرية عبّر عن رغبته في أن تقوم العائلات الخمسين المقيمة هناك بـ”بيع قريتهم والهجرة إلى فلسطين.
خلال الاحتلال الحلفاء للعراق وعلى خلفية الفرهود، استمرت الهجمات المتفرقة ضد اليهود طوال الحرب العالمية الثانية. في 17 ديسمبر 1942، أسفرت أعمال الشغب المعادية لليهود عن مقتل ثمانية يهود في القرية. 
في عام 1943، زار فريدريش سيمون بودنهايمر سندور لمدة مساء. وجد أن الأجواء مشوشة بسبب “الموقف العدائي من القرى الكردية المجاورة”. وادعى أن اليهود لم يستطيعوا حتى بيع أراضيهم، حيث قال الأكراد: “سنحصل عليها قريبًا بدون مقابل!”
مع قيام دولة إسرائيل في عام 1948، تدهورت الأوضاع بالنسبة لليهود في العراق، الذين تم تصويرهم كصهاينة. تم تقييد حريتهم في التنقل، وفقد العديد منهم وظائفهم.  في عام 1949، كان لا يزال هناك حوالي 100 عائلة تعيش في سندور.
في 9 مارس 1950، تم تمرير قانون كان يصور اليهود كأجانب غير محميين. سرعان ما بدأ اليهود في المناطق الريفية يواجهون صعوبات اقتصادية متزايدة ويشعرون بتهديد متزايد. في بداية يونيو، تم الإبلاغ عن أن القرى المجاورة كانت تهدد بقتل سكان سندور ما لم يغادروا. وكان سكان القرية من بين أولى موجات اليهود الذين غادروا الريف إلى بغداد للتسجيل للهجرة. 
وفي غضون السنوات القليلة التالية، هاجر ما تبقى من يهود ساندور، وعددهم 500، إلى إسرائيل . وفي إسرائيل أسس سكان ساندور السابقون موشاف سديه تروموت .